# 大潭発電所

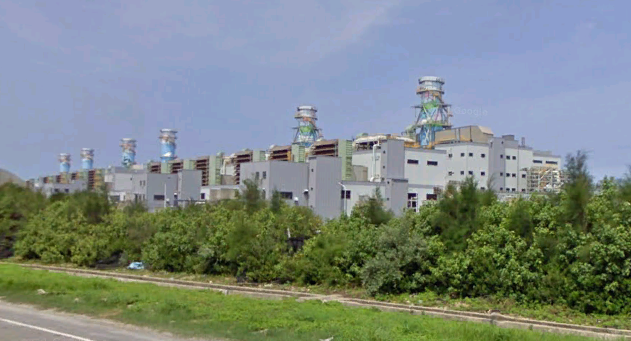
大潭発電所

大潭発電所（だいたんはつでんしょ Tatan Power Plant）は、台湾電力が桃園市観音区に設置、所有する火力発電所。

## 概要
液化天然ガスを主燃料とするガスタービン・コンバインドサイクル火力発電所。1-6号機は三菱重工製、7号機はGE製であり、最大出力は498.4万kW。台湾では台中発電所(最大出力、582.4万kw)に続いて2番目の発電規模。アジアでも最大級の液化天然ガス火力発電所となった。
さらに2019年2月21日には、8号機・9号機の増設が発表された。7号機と同じくGE製の設備を導入。2022年12月の完工予定で、総出力は約700万kW、台湾最大の発電所となる。

## 歴史
2001年着工。2005年に1号機が完成し、翌年から営業運転を開始した。
2017年8月15日の午後、6基の発電ユニットが全面停止し、台湾全域の約668万戸に及ぶ大規模な停電が発生する原因となった。
2017年、増設した7号機の運転を開始した。